# 1976年
1976年（1976 ねん）は、西暦（グレゴリオ暦）による、木曜日から始まる閏年。昭和51年。
この項目では、国際的な視点に基づいた1976年について記載する。

## 他の紀年法
- 干支：丙辰（ひのえ たつ）
- 日本（月日は一致）
  - 昭和51年
  - 皇紀2636年
- 中華民国（月日は一致）
  - 中華民国65年
- 朝鮮民主主義人民共和国（月日は一致）
  - 主体65年
- 仏滅紀元：2518年 - 2519年
- イスラム暦：1395年12月28日 - 1397年1月9日
- ユダヤ暦：5736年4月28日 - 5737年4月10日
- Unix Time：189302400 - 220924799
- 修正ユリウス日 (MJD)：42778 - 43143
- リリウス日 (LD)：143619 - 143984

※主体暦は、朝鮮民主主義人民共和国で1997年に制定された。

## カレンダー
| 1月 |    |    |    |    |    |    |
| 日  | 月 | 火 | 水 | 木 | 金 | 土 |
|     |    |    |    | 1  | 2  | 3  |
| 4   | 5  | 6  | 7  | 8  | 9  | 10 |
| 11  | 12 | 13 | 14 | 15 | 16 | 17 |
| 18  | 19 | 20 | 21 | 22 | 23 | 24 |
| 25  | 26 | 27 | 28 | 29 | 30 | 31 |
|     |    |    |    |    |    |    |

| 2月 |    |    |    |    |    |    |
| 日  | 月 | 火 | 水 | 木 | 金 | 土 |
| 1   | 2  | 3  | 4  | 5  | 6  | 7  |
| 8   | 9  | 10 | 11 | 12 | 13 | 14 |
| 15  | 16 | 17 | 18 | 19 | 20 | 21 |
| 22  | 23 | 24 | 25 | 26 | 27 | 28 |
| 29  |    |    |    |    |    |    |
|     |    |    |    |    |    |    |

| 3月 |    |    |    |    |    |    |
| 日  | 月 | 火 | 水 | 木 | 金 | 土 |
|     | 1  | 2  | 3  | 4  | 5  | 6  |
| 7   | 8  | 9  | 10 | 11 | 12 | 13 |
| 14  | 15 | 16 | 17 | 18 | 19 | 20 |
| 21  | 22 | 23 | 24 | 25 | 26 | 27 |
| 28  | 29 | 30 | 31 |    |    |    |
|     |    |    |    |    |    |    |

| 4月 |    |    |    |    |    |    |
| 日  | 月 | 火 | 水 | 木 | 金 | 土 |
|     |    |    |    | 1  | 2  | 3  |
| 4   | 5  | 6  | 7  | 8  | 9  | 10 |
| 11  | 12 | 13 | 14 | 15 | 16 | 17 |
| 18  | 19 | 20 | 21 | 22 | 23 | 24 |
| 25  | 26 | 27 | 28 | 29 | 30 |    |
|     |    |    |    |    |    |    |

| 5月 |    |    |    |    |    |    |
| 日  | 月 | 火 | 水 | 木 | 金 | 土 |
|     |    |    |    |    |    | 1  |
| 2   | 3  | 4  | 5  | 6  | 7  | 8  |
| 9   | 10 | 11 | 12 | 13 | 14 | 15 |
| 16  | 17 | 18 | 19 | 20 | 21 | 22 |
| 23  | 24 | 25 | 26 | 27 | 28 | 29 |
| 30  | 31 |    |    |    |    |    |
|     |    |    |    |    |    |    |

| 6月 |    |    |    |    |    |    |
| 日  | 月 | 火 | 水 | 木 | 金 | 土 |
|     |    | 1  | 2  | 3  | 4  | 5  |
| 6   | 7  | 8  | 9  | 10 | 11 | 12 |
| 13  | 14 | 15 | 16 | 17 | 18 | 19 |
| 20  | 21 | 22 | 23 | 24 | 25 | 26 |
| 27  | 28 | 29 | 30 |    |    |    |
|     |    |    |    |    |    |    |

| 7月 |    |    |    |    |    |    |
| 日  | 月 | 火 | 水 | 木 | 金 | 土 |
|     |    |    |    | 1  | 2  | 3  |
| 4   | 5  | 6  | 7  | 8  | 9  | 10 |
| 11  | 12 | 13 | 14 | 15 | 16 | 17 |
| 18  | 19 | 20 | 21 | 22 | 23 | 24 |
| 25  | 26 | 27 | 28 | 29 | 30 | 31 |
|     |    |    |    |    |    |    |

| 8月 |    |    |    |    |    |    |
| 日  | 月 | 火 | 水 | 木 | 金 | 土 |
| 1   | 2  | 3  | 4  | 5  | 6  | 7  |
| 8   | 9  | 10 | 11 | 12 | 13 | 14 |
| 15  | 16 | 17 | 18 | 19 | 20 | 21 |
| 22  | 23 | 24 | 25 | 26 | 27 | 28 |
| 29  | 30 | 31 |    |    |    |    |
|     |    |    |    |    |    |    |

| 9月 |    |    |    |    |    |    |
| 日  | 月 | 火 | 水 | 木 | 金 | 土 |
|     |    |    | 1  | 2  | 3  | 4  |
| 5   | 6  | 7  | 8  | 9  | 10 | 11 |
| 12  | 13 | 14 | 15 | 16 | 17 | 18 |
| 19  | 20 | 21 | 22 | 23 | 24 | 25 |
| 26  | 27 | 28 | 29 | 30 |    |    |
|     |    |    |    |    |    |    |

| 10月 |    |    |    |    |    |    |
| 日   | 月 | 火 | 水 | 木 | 金 | 土 |
|      |    |    |    |    | 1  | 2  |
| 3    | 4  | 5  | 6  | 7  | 8  | 9  |
| 10   | 11 | 12 | 13 | 14 | 15 | 16 |
| 17   | 18 | 19 | 20 | 21 | 22 | 23 |
| 24   | 25 | 26 | 27 | 28 | 29 | 30 |
| 31   |    |    |    |    |    |    |
|      |    |    |    |    |    |    |

| 11月 |    |    |    |    |    |    |
| 日   | 月 | 火 | 水 | 木 | 金 | 土 |
|      | 1  | 2  | 3  | 4  | 5  | 6  |
| 7    | 8  | 9  | 10 | 11 | 12 | 13 |
| 14   | 15 | 16 | 17 | 18 | 19 | 20 |
| 21   | 22 | 23 | 24 | 25 | 26 | 27 |
| 28   | 29 | 30 |    |    |    |    |
|      |    |    |    |    |    |    |

| 12月 |    |    |    |    |    |    |
| 日   | 月 | 火 | 水 | 木 | 金 | 土 |
|      |    |    | 1  | 2  | 3  | 4  |
| 5    | 6  | 7  | 8  | 9  | 10 | 11 |
| 12   | 13 | 14 | 15 | 16 | 17 | 18 |
| 19   | 20 | 21 | 22 | 23 | 24 | 25 |
| 26   | 27 | 28 | 29 | 30 | 31 |    |
|      |    |    |    |    |    |    |

## できごと

### 1月
- 1月8日 - 中華人民共和国の周恩来国務院総理が死去。
- 1月18日 - 沖縄国際海洋博覧会閉幕。
- 1月21日 - 超音速旅客機のコンコルドが定期運航を開始。

### 2月
- 2月4日
  - インスブルック冬季オリンピック開幕。2月15日まで。
  - グアテマラ地震 (1976年)が発生。
- 2月6日 - アメリカで、ロッキード事件が発覚する。
- 2月27日 - サハラ・アラブ民主共和国(西サハラ)がスペインから独立宣言。

### 3月
- 3月1日 - 韓国で金大中ら12人が「民主救国宣言」を発表。朴正煕政権を批判する。
- 3月24日 - アルゼンチンで無血クーデター。イサベル・ペロン大統領が失脚。

### 4月
- 4月1日 - アップルコンピュータ（現：Apple）設立。
- 4月5日 - 四五天安門事件
- 4月25日 - ベトナム統一選挙実施。パンアメリカン航空が東京（当時羽田）~ニューヨーク（JFK）間でボーイング747SPノンストップ便を開始。

### 5月
- 5月9日 - 植村直己が1万2000キロの北極圏犬ゾリ横断を達成。

### 6月
- 6月16日 - 南アフリカ、ソウェト蜂起。

### 7月
- 7月2日 - ベトナム社会主義共和国成立（南北ベトナムが統一）。
- 7月3日 - イスラエル軍がウガンダのエンデベ空港を奇襲、ハイジャックされたエールフランス機の乗客を救出。
- 7月4日 - アメリカ独立宣言200周年。
- 7月15日 - 1976年チャウチラ誘拐事件
- 7月17日 - モントリオールオリンピック開催。8月1日まで。
- 7月28日 - 中国で唐山地震。20万人以上の犠牲（史上最大被害の地震）。

### 8月
- 8月26日 - エボラウイルス属のザイールエボラウイルスによるエボラ出血熱の世界初の患者がザイールで発生する。

### 9月
- 9月6日 - ベレンコ中尉亡命事件。ソ連のMiG-25が函館に着陸し亡命を求めた。
- 9月9日 - 中華人民共和国の毛沢東共産党主席が死去。中国政府はソ連、東欧諸国などの弔電受け取り拒否。

### 10月
- 10月12日 - 中華人民共和国の文化大革命を指導した江青ら四人組が逮捕、華国鋒が同国の首相に就任。

### 11月
- 11月2日 - アメリカ大統領選挙で、カーター（民主党）が現職のフォード（共和党）を破り初当選。

### 12月
- 12月9日 - 日本国憲法下で初の任期満了による衆議院総選挙が実施（2024年現在、これが唯一の任期満了による衆議院総選挙）。

## 周年
以下に、過去の主な出来事からの区切りの良い年数（周年）を記す。
- 7月4日 - アメリカ合衆国独立から200周年。
- 7月26日 - スエズ運河国有化宣言から10周年。

## スポーツ

### 競馬
- 凱旋門賞 - イヴァンジカ（牝馬4歳）が優勝した。

### 五輪
- オリンピック
  - 冬季 - インスブルック大会（2月4日〜2月15日）
  - 夏季 - モントリオール大会（7月17日〜8月1日）

## 芸術・文化

### 音楽
- オハイオ・プレイヤーズ「愛のローラーコースター」
- パーラメント「ギブ・アップ・ザ・ファンク」
- KC&ザ・サンシャイン・バンド「シェイク・ユア・ブーティ」
- ドクター・フック「オンリー・シックスティーン」
- エルトン・ジョン「悲しみのバラード」「ピンボールの魔術師」
- イングランド・ダン&ジョン・フォード「秋風の恋」
- マンハッタンズ「涙の口づけ」

### 映画
- 愛のコリーダ
- タクシードライバー
- 狼たちの午後
- カサンドラ・クロス
- カッコーの巣の上で
- キングコング (1976年の映画)

## 誕生

### 1月
- 1月4日 - テッド・リリー、メジャーリーガー
- 1月5日 - 浅沼晋太郎、声優
- 1月5日 - ケビン・ウィット、元プロ野球選手
- 1月6日 - ジョニー・ヨング・ボッシュ、声優
- 1月7日 - アルフォンソ・ソリアーノ、元メジャーリーガー
- 1月7日 - エリック・ガニエ、メジャーリーガー
- 1月10日 - レミー・ボンヤスキー、K-1選手
- 1月12日 - 中谷美紀、女優
- 1月23日 - アンネ・マルグレーテ・ハウスケン、オリエンテーリング選手
- 1月23日 - ナイジェル・マッギネス、プロレスラー
- 1月23日 - 李心潔、女優
- 1月24日 - シェイ＝リーン・ボーン、フィギュアスケート選手
- 1月28日 - フアン・カルロス・ムニス、プロ野球選手

### 2月
- 2月3日 - アイラ・フィッシャー、女優
- 2月3日 - イゴール・ルカニン、フィギュアスケート選手
- 2月3日 - 金東柱、野球選手
- 2月3日 - ダディー・ヤンキー、ミュージシャン
- 2月3日 - バート・ミアディッチ、元プロ野球選手
- 2月9日 - LYOKI、ミュージシャン
- 2月10日 - ランス・バークマン、元メジャーリーガー
- 2月11日 - リカルド・ペレイラ、元サッカー選手
- 2月12日 - パディ・ヤング、騎手
- 2月15日 - インリン・オブ・ジョイトイ、台湾出身のタレント
- 2月15日 - シリル・アビディ、キックボクサー
- 2月17日 - コーディ・ランサム、プロ野球選手
- 2月17日 - ロマン・スコルニアコフ、フィギュアスケート選手
- 2月20日 - エド・グラハム、ミュージシャン
- 2月22日 - フィフィ、エジプト出身のタレント
- 2月23日 - 玉本奈々、美術家、著者
- 2月27日 - セルゲイ・セマク、サッカー選手
- 2月27日 - 田村ゆかり、声優
- 2月28日 - KAORI.、声優
- 2月29日 - ジャ・ルール、ラッパー
- 2月29日 - ビタウ、サッカー選手

### 3月
- 3月4日 - ヒラム・ボカチカ、プロ野球選手
- 3月8日 - アニカ・ビルスタム、オリエンテーリング選手
- 3月8日 - ハインズ・ウォード、ナショナル・フットボール・リーグ選手
- 3月8日 - フアン・エンカーナシオン、元メジャーリーガー
- 3月8日 - フレディ・プリンゼ・ジュニア、俳優
- 3月11日 - ラデク・バボラーク、ホルン奏者
- 3月16日 - 諸宸、チェス選手
- 3月17日 - アルバロ・レコバ、サッカー選手
- 3月18日 - スコット・ポドセドニック、メジャーリーガー
- 3月18日 - RuRu、歌手
- 3月19日 - アレッサンドロ・ネスタ、サッカー選手
- 3月19日 - アンドレ・ミラー、バスケットボール選手
- 3月20日 - チェスター・ベニントン、歌手、ミュージシャン（リンキン・パーク）（+ 2017年）
- 3月22日 - リース・ウィザースプーン、女優
- 3月23日 - マルキーニョス、サッカー選手
- 3月24日 - 張民、フィギュアスケート選手
- 3月24日 - ペイトン・マニング、アメリカンフットボール選手
- 3月29日 - スコット・アッチソン、プロ野球選手
- 3月29日 - 曹竣揚、元プロ野球選手

### 4月
- 4月1日 - クラレンス・セードルフ、元サッカー選手、サッカー指導者
- 4月6日 - キャンディス・キャメロン・ブレ、女優
- 4月8日 - 謝佳賢、野球選手
- 4月8日 - 下和田ヒロキ、声優
- 4月10日 - 赤星憲広、元プロ野球選手
- 4月11日 - ケルビム・エスコバー、元メジャーリーガー
- 4月12日 - ブラッド・ミラー、バスケットボール選手
- 4月17日 - 上山龍紀、プロレスラー
- 4月19日 - 藤沢文翁、劇作家・舞台演出家
- 4月20日 - シェイ・ギヴン、サッカー選手
- 4月25日 - ジウベルト・ダ・シウバ・メロ、サッカー選手
- 4月25日 - ティム・ダンカン、元バスケットボール選手
- 4月27日 - サリー・ホーキンス、イギリスの女優
- 4月28日 - シルヴィア・ノヴァク、フィギュアスケート選手
- 4月29日 - 河原木志穂、声優
- 4月29日 - 千代大海龍二、元大相撲力士、年寄14代九重
- 4月29日 - 二岡智宏、元プロ野球選手、プロ野球コーチ

### 5月
- 5月4日 - ベン・グリーブ、メジャーリーガー
- 5月17日 - ホセ・ギーエン、元メジャーリーガー
- 5月19日 - ケビン・ガーネット、元バスケットボール選手
- 5月20日 - ラモン・ヘルナンデス、元メジャーリーガー
- 5月24日 - ジェイソン・グラボースキー、元プロ野球選手
- 5月25日 - キリアン・マーフィー、俳優
- 5月28日 - 香村純子、脚本家
- 5月28日 - リアム・オブライエン、声優
- 5月29日 - ジェリー・ヘアストン・ジュニア、メジャーリーガー
- 5月31日 - コリン・ファレル、俳優

### 6月
- 6月2日 - アントニオ・ホジェリオ・ノゲイラ、柔術家・総合格闘家
- 6月2日 - アントニオ・ホドリゴ・ノゲイラ、柔術家・総合格闘家
- 6月3日 - ワシノミカ、ファッションデザイナー・ウェブデザイナー・イラストレーター
- 6月8日 - リンゼイ・ダベンポート、女子プロテニス選手
- 6月10日 - ゲオルク・フリードリヒ・フォン・プロイセン、ドイツ帝位請求者、プロイセン王家家長
- 6月10日 - ビリー・マーチン、元プロ野球選手
- 6月12日 - アントワン・ジェイミソン、バスケットボール選手
- 6月12日 - トーマス・セーレンセン、サッカー選手
- 6月14日 - マッシモ・オッド、元サッカー選手
- 6月18日 - ジェレミー・パウエル、プロ野球選手
- 6月20日 - カルロス・リー、元メジャーリーガー
- 6月21日 - サンキュータツオ、お笑いタレント（米粒写経）
- 6月23日 - パトリック・ヴィエラ、元サッカー選手、サッカー指導者
- 6月25日 - リュー・チェン、マジシャン
- 6月29日 - オスマニー・ウルティア、元野球選手

### 7月
- 7月1日 - ルート・ファン・ニステルローイ、元サッカー選手、サッカー指導者
- 7月1日 - パトリック・クライファート、元サッカー選手
- 7月3日 - ヴァンダレイ・シウバ、PRIDEミドル級王者
- 7月5日 - ショーン・ソニア、元プロ野球選手
- 7月5日 - ヌーノ・ゴメス、サッカー選手
- 7月5日 - 白承株、KBSアナウンサー
- 7月6日 - ドミトリー・ナウムキン、フィギュアスケート選手
- 7月10日 - リュドヴィク・ジュリ、サッカー選手
- 7月15日 - ダイアン・クルーガー、女優
- 7月15日 - マルコ・ディ・ヴァイオ、サッカー選手
- 7月23日 - ユディット・ポルガー、チェスプレーヤー
- 7月25日 - ハビアー・バスケス、メジャーリーガー

### 8月
- 8月1日 - ヌワンコ・カヌ、サッカー選手
- 8月2日 - マイケル・ワイス、フィギュアスケート選手
- 8月3日 - トロイ・グロース、元メジャーリーガー
- 8月4日 - スコット・ラインブリンク、元メジャーリーガー
- 8月5日 - クォン・サンウ、俳優
- 8月9日 - エレーナ・リアシェンコ、フィギュアスケート選手
- 8月11日 - タバサ・セント・ジェルマン、女優、声優
- 8月12日 - アントワン・ウォーカー、バスケットボール選手
- 8月12日 - ルー・フォード、プロ野球選手
- 8月15日 - エンリケ・ラミレス、元プロ野球選手
- 8月15日 - ボウデヴィン・ゼンデン、元サッカー選手
- 8月25日 - ペドロ・フェリシアーノ、メジャーリーガー
- 8月27日 - マーク・ウェバー、F1ドライバー
- 8月27日 - ミラノコレクションA.T.、元プロレスラー
- 8月29日 - ヨン・ダール・トマソン、元サッカー選手

### 9月
- 9月1日 - 原田麻由、女優
- 9月8日 - 秋本祐希、女優
- 9月20日 - 堀江由衣、声優
- 9月21日  - 椋木美羽、元女優
- 9月22日 - ロナウド、元サッカー選手
- 9月24日 - ジョン・マンジェリ、野球選手
- 9月25日 - チャンシー・ビラップス、元バスケットボール選手
- 9月26日 - ミヒャエル・バラック、元サッカー選手
- 9月27日 - ディオニス・セサル、プロ野球選手
- 9月27日 - フランチェスコ・トッティ、元サッカー選手
- 9月28日 - イブラーヒム・ウェイス、外交官
- 9月28日 - エメリヤーエンコ・ヒョードル、PRIDEヘビー級王者
- 9月29日 - アンドリー・シェフチェンコ、元サッカー選手

### 10月
- 10月5日 - ソン・スンホン、俳優
- 10月6日 - ジャック・サントラ、野球選手
- 10月6日 - フレディ・ガルシア、元メジャーリーガー
- 10月7日 - ジウベルト・シウバ、サッカー選手
- 10月9日 - マット・チェリアニ、野球選手
- 10月18日 - ガルダー、ミュージシャン（ディム・ボルギル、オールド・マンズ・チャイルド）
- 10月18日 - マイケル・テヘラ、元メジャーリーガー
- 10月19日 - マイケル・ヤング、元メジャーリーガー
- 10月22日 - アレクサンドル・アブト、フィギュアスケート選手
- 10月25日 - アントン・シハルリドゼ、フィギュアスケート選手
- 10月27日 - 陳致遠、野球選手
- 10月29日 - 許昱華、チェス選手
- 10月31日 - 張泰山、野球選手
- 10月31日 - 張家浩、野球選手

### 11月
- 11月2日 - 佐久間紅美、声優
- 11月2日 - シドニー・ポンソン、メジャーリーガー
- 11月3日 - 青山桐子、声優
- 11月3日 - ジェイク・シマブクロ、ウクレレ・プレイヤー
- 11月6日 - 飯田浩志、声優
- 11月7日 - レス・ウォーランド、プロ野球選手
- 11月10日 - 間宮くるみ、声優
- 11月11日 - ジェイソン・グリーリ、メジャーリーガー
- 11月12日 - リンゼイ・グーリン、元プロ野球選手
- 11月13日 - 佐々木成三、犯罪評論家、元警察官
- 11月16日 - 西村博之、実業家
- 11月18日 - シャグラット、ミュージシャン
- 11月24日 - ダミアン・モス、メジャーリーガー
- 11月24日 - 陳露、フィギュアスケート選手
- 11月24日 - ネストル・ペレス、野球指導者、元マイナーリーガー
- 11月25日 - ドノバン・マクナブ、アメリカンフットボール選手
- 11月26日 - ブライアン・シュナイダー、メジャーリーガー

### 12月
- 12月1日 - 許銘傑、プロ野球選手
- 12月2日 - ジェニファー・ロビンソン、フィギュアスケート選手
- 12月2日 - 的井香織、声優
- 12月3日 - 井上龍也、お好み焼き愛好家
- 12月3日 - ゲーリー・グローバー、メジャーリーガー
- 12月3日 - シルビア・フォンタナ、フィギュアスケート選手
- 12月8日 - 角研一郎、声優
- 12月8日 - リード・ジョンソン、メジャーリーガー
- 12月11日 - シャリーフ・アブドゥル＝ラヒーム、元バスケットボール選手
- 12月12日 - ダン・ホーキンス、ミュージシャン
- 12月16日 - マット・キニー、元プロ野球選手
- 12月16日 - ロマン・セロフ、フィギュアスケート選手
- 12月20日 - ジーン・チョウ、歌手
- 12月22日 - ウェス・オーバーミューラー、元プロ野球選手
- 12月23日 - ブラッド・リッジ、メジャーリーガー
- 12月30日 - A・J・ピアジンスキー、メジャーリーガー
- 12月30日 - ブラッド・ボイルズ、元プロ野球選手

### 誕生日不詳
- 野村拓也、美術家
- 三澤康広、作曲家

## ノーベル賞
- 物理学賞 - バートン・リヒター（アメリカ）、サミュエル・ティン（アメリカ）
- 化学賞 - ウィリアム・リプスコム（アメリカ）
- 生理学・医学賞 - バルチ・サミュエル・ブランバーグ（アメリカ）、ダニエル・カールトン・ガジュセック（アメリカ）
- 文学賞 - ソール・ベロー（アメリカ）
- 平和賞 - ベティ・ウィリアムズ（イギリス）、マイレッド・コリガン・マグワイア（イギリス）
- 経済学賞 - ミルトン・フリードマン（アメリカ）